# Dunowo (przystanek kolejowy)
Dunowo – przystanek kolejowy w Dunowie, w województwie zachodniopomorskim, w Polsce, na linii kolejowej nr 202 łączącej stację Gdańsk Główny ze Stargardem.

## Ruch pasażerski
| Rok  | Wymiana pasażerska na dobę |
| ---- | -------------------------- |
| 2017 | 0-9                        |
| 2022 | 0-9                        |